# NGC 7445
NGC 7445 (другие обозначения — PGC 70178, MCG 6-50-15, ZWG 515.16, NPM1G +38.0473) — галактика в созвездии Андромеда.
Этот объект входит в число перечисленных в оригинальной редакции «Нового общего каталога».